# Шунько Павло Олександрович
Павло Олександрович Шунько(нар. 1961 р, Львів) — головний редактор газети «Флот України» і журналу «Морська держава», капітан 1 рангу.

## Біографія
У 1982 році закінчив Житомирське вище військове училище радіоелектроніки ППО.
Проходив службу в Комсомольську-на-Амурі, Мукачеві.
У 1993 році з відзнакою закінчив факультет журналістики Львівського державного університету імені Івана Франка.
У 2007 році закінчив факультет іноземної філології (англійська мова) Запорізького національного університету.
З грудня 1992 року — в газеті «Флот України». Обіймав посади кореспондента відділу бойової підготовки, відповідального секретаря, заступника головного редактора.
З 1998 року — головний редактор газети «Флот України».
З 2003 року — головний редактор журналу «Морська держава».